# Vía rápida

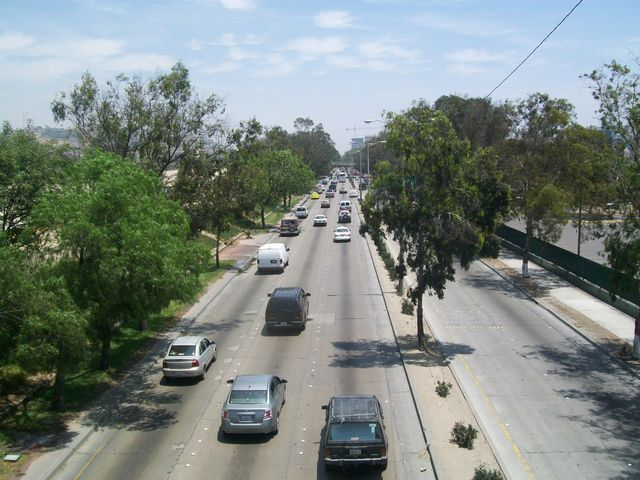
Vía Rápida de Tijuana, México

Vía rápida se considera a aquella carretera consistente en una calzada única de doble sentido con limitación de acceso y con características que permiten que los vehículos alcancen grandes velocidades en esta.

## Unión Europea
En la Unión Europea, las vías rápidas son carreteras definidas por Directivas de la Unión Europea tal como la 85/337/CEE y 97/11/CE.
Por ejemplo, por saber si la autovía urbana de circunvalación de Madrid, identificada con el número M-30 es una vía rápida, la CJUE considera que «el término «vías rápidas» incluye las vías urbanas que reúnan las características previstas en» los textos de ley

## España

Antigua señalización de las vías rápidas.

Las antiguas vías rápidas son ahora "vías para automóviles".

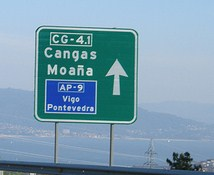
Señalización en las vías rápidas, llamadas Corredores, en Galicia.

En España, las vías rápidas son carreteras con limitación total de accesos a las propiedades colindantes y, al igual que las autovías, sin pasos y cruces al mismo nivel con otras sendas, vías, líneas de ferrocarril, tranvía, etc. con servidumbre de paso. En general se trata de vías de una sola calzada y un carril por sentido. La cartelería de una vía rápida tiene fondo verde y la nomenclatura es la de la carretera original.
La "vía rápida" no es más que una carretera convencional de mayor calidad de circulación debido a sus mejores características de trazado, carriles y arcenes más amplios (de entre 1,5 y 2,5 m de ancho), control total de accesos y la no existencia de intersecciones al mismo nivel. Esta mayor calidad de circulación y, por tanto de capacidad, la convierten en una alternativa económica a la autovía cuando no se prevean incrementos importantes de tráfico. Si no, se proyecta directamente una primera calzada de autovía.
Contrariamente a lo que se cree, son unas vías muy seguras siempre que se utilizen según su propósito original: carreteras de una calzada con dos sentidos, en ocasiones con un tercer carril para facilitar los adelantamientos, especialmente en tramos de pendiente. En ellas se elimina la peligrosidad de los cruces, que son el escenario de muchos choques laterales en carreteras comarcales, y se evita la lentitud de las rotondas. Sin embargo, el hecho de no separar ambos sentidos de circulación deja sin eliminar uno de los mayores peligros de este tipo de vías: el choque frontal durante los adelantamientos y otras maniobras. Además, aunque en general hay menos accidentes en este tipo de vía que en las carreteras convencionales comunes, los que ocurren suelen ser más serios, debido a las grandes velocidades que la vía permite alcanzar: 100 km/h como límite genérico, pero hasta 120 km/h para adelantar; es decir, los mismos límites de velocidad que suele haber en autovías y autopistas. 
Durante varios años, en los que el número de víctimas mortales en carreteras convencionales no descendía, hubo cierto debate sobre la idoneidad del concepto de "vía rápida", con algunas voces sugiriendo que dicha nomenclatura hacía "apología de la velocidad". Por ello, en noviembre de 2003 se aprobó un Real Decreto para reformar el Reglamento General de Circulación y eliminar esta nomenclatura de la clasificación de las carreteras, asignándole en su lugar el nombre genérico de "vía para automóviles" y pasando a formar parte de la categoría de carreteras convencionales, aunque todavía con un trato diferenciado en cuanto a velocidades máximas permitidas para cada tipo de vehículo. Su señalización especial de color verde fue eliminada y reemplazada por la propia del resto de carreteras convencionales. Con esta reforma se evitaba también la confusión de conductores extranjeros de ciertos países en los que las autovías o carreteras de características similares (es decir, con calzadas separadas y al menos dos carriles por sentido) están señalizadas en color verde, como es el caso de Dinamarca.
En las últimas décadas, muchas de estas vías han sido ampliadas para convertirse en autovías o autopistas de dos o tres carriles por sentido, debido sobre todo a las solicitudes de gobiernos municipales de las zonas por las que discurren, que piden carreteras más seguras y amplias para evitar accidentes y facilitar el acceso de vehículos (tanto de transportes como turismos en general) a sus poblaciones, contribuyendo así a su desarrollo económico. Al contrario que en otros países como Suecia, en España muy pocas de estas vías han sido convertidas en carreteras 2+1, es decir, carreteras con dos carriles en un sentido y uno en el contrario, estando ambos sentidos separados por barreras u otros elementos y alternando el sentido del carril adicional cada varios kilómetros. Dicha estructura tiene la ventaja de resultar mucho más económica que una autovía, además de aumentar considerablemente la seguridad en los adelantamientos, reduciendo la siniestralidad prácticamente a la misma que la de las autovías.  
Tras varios años en los que el número de víctimas mortales en las carreteras volvió a quedarse estancado, se aprobó una nueva reforma en enero de 2019 para reducir el límite de velocidad genérico de estas vías a 90 km/h, equiparándolo así al resto de carreteras convencionales, salvo en aquellas cuyos sentidos contrarios estén separados físicamente mediante balizas, medianas u otros elementos, en las que se permitirá mantener el límite de 100 km/h siempre que haya acuerdo con la concesionaria constructora de la vía.  

### Corredores gallegos
Galicia es la única región de España en la que siguen existiendo este tipo de vías empleando la cartelería verde propia de las vías rápidas, pero bajo el nombre de "Corredor". Sin embargo, desde 2015, tras varios años con numerosos accidentes aparatosos en algunas de estas carreteras, se empezó a reemplazar su nombre en algunas cartelerías por el de "Vía de altas prestaciones". El motivo sugerido fue similar al que propició el cambio de nomenclatura en el resto del país, esto es, que "Corredor" induciría a los conductores a correr; aun así, este sigue siendo el término utilizado normalmente tanto a nivel popular como en los medios de comunicación. En los últimos años, algunos gobiernos municipales han solicitado al gobierno autonómico la conversión de alguna de estas vías en autovía, tanto por motivos de seguridad como por el incremento del tráfico, especialmente en los meses de verano; tal es, por ejemplo, la carretera CG-2.2.

## Portugal

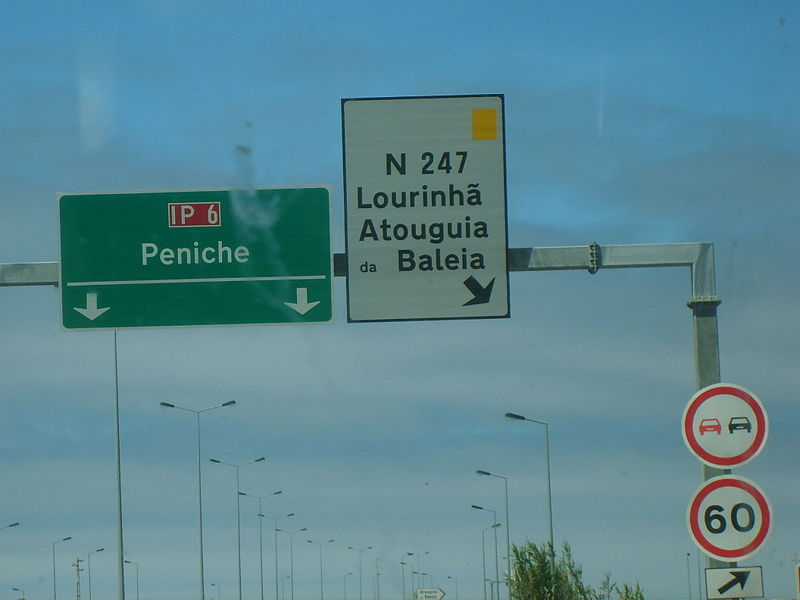
Señalización en las vías rápidas de Portugal.

En Portugal estas vías continúan funcionando en la actualidad, y son una clasificación intermedia entre carretera nacional y autopista.